# Följdsjukdom
En följdsjukdom är en sjukdom som uppstår till följd av ett annat sjukdomstillstånd. Fetma är ett exempel på ett sjukdomstillstånd som kan ge upphov till en rad olika följdsjukdomar och andra besvär såsom typ 2-diabetes, högt blodtryck, hjärt- och kärlsjukdomar, fettlever, cancer och belastningsskador. Njursvikt är ett annat exempel på ett tillstånd som kan leda till hjärt- och kärlsjukdomar, samt benskörhet, blodbrist och stroke.